# 中爪獸目
中爪獸目（学名：Mesonychia）是一種生存於古新世至漸新世的有蹄类，与现生有蹄类不同的是，它们是肉食動物，與鯨偶蹄目關係接近，分布於亞洲、歐洲與北美洲等地。

## 外部連結
- Paleocene Mammals of the World: Carnivores, Creodonts and Carnivorous Ungulates（页面存档备份，存于）